# Anisocentropus pictilis
Anisocentropus pictilis là một loài Trichoptera trong họ Calamoceratidae. Chúng phân bố ở miền Australasia.